# Maison de la Cave aux Moines
La « Maison de la Cave aux Moines » ('s Papenkeldere en ancien néerlandais) est une ancienne maison médiévale qui fut démolie en 1444 pour faire place à l'aile droite de l'hôtel de ville de Bruxelles en Belgique.

## Historique
L'hôtel de ville de Bruxelles fut construit en deux temps : l'aile gauche fut construite de 1401 à 1421 en remplacement de l'ancienne maison des échevins tandis que l'aile droite fut édifiée de 1444 à 1449.
L'édification de l'aile droite impliqua la démolition en 1444 de trois maisons appelées De Scupstoel, 's Papenkeldere et De Moor, ce que l'on peut traduire par « Maison de l'Estrapade », « Maison de la Cave aux Moines » et « Maison du Maure ».
La « Maison de la Cave aux Moines » et ses deux voisines n'existent plus mais leur souvenir est perpétué par les sculptures qui ornent la galerie ouest de l'hôtel de ville. Ces sculptures sont dues à l'école bruxelloise de sculpture qui « atteignait son plein épanouissement au XVe siècle, au moment où il s'agissait de tailler dans la pierre d'innombrables statues, socles, dais, chapiteaux et culs-de-lampe » pour le nouvel hôtel de ville qui remplaçait l'ancienne chambre échevinale en bois.

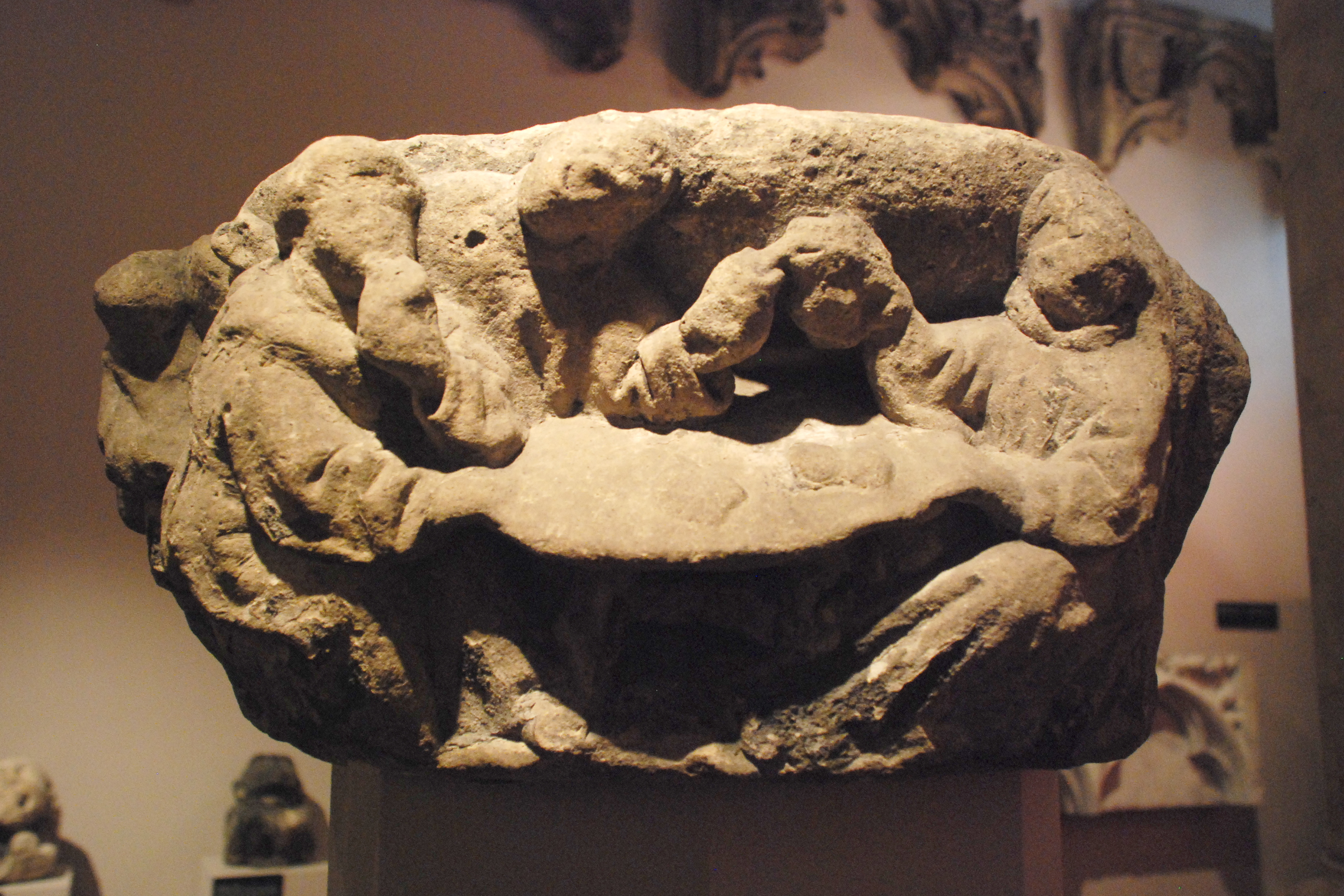
Le chapiteau original très dégradé, conservé au Musée communal, dans la Maison du Roi

## Description

### La maison et le chapiteau de la Cave aux Moines
La galerie ouest de l'hôtel de ville comprend six arcades : chacune des trois maisons disparues est représentée symboliquement par deux arcades et une colonne portant un chapiteau qui évoque le nom de la maison.
La « Maison de la Cave aux Moines » est représentée par les deux arcades situées au centre de la galerie, entre la « Maison de l'Estrapade » et la « Maison du Maure ».
Ces deux arcades reposent sur deux piliers carrés et sur une colonne ronde surmontée d'un beau chapiteau figurant des moines en train de boire à table ou dans leur cellier. Selon Georges H. Dumont, « l'occasion était belle pour les sculpteurs d'évoquer les légendes et dictons du pays brabançon mais aussi de se moquer des travers de la société. Ceux du clergé, tout particulièrement. L’intention satirique est évidente sur ce chapiteau de l'aile droite, qui nous montre des moines attablés, buvant et mangeant joyeusement. ». 
Le chapiteau est attribué à un atelier bruxellois actif vers 1445-1450. Très dégradé, il a été refait au XIXe siècle et son original est conservé au Musée de la ville de Bruxelles, dans la « Maison du Roi » située juste en face.
|  |  |  |

### Les culs-de-lampe
Le mur du fond de la galerie est orné de deux culs-de-lampe historiés représentant, à gauche, un moine portant une carafe et une gourde et, à droite, un ecclésiastique portant un carafon et posant une main sur des livres.
|  |  |

### Les clés de voûte
La voûte de la galerie, en briques rouges, présente des nervures en pierre blanche ornées de neuf clés de voûte en terre cuite représentant des têtes de moines (quatre par travée plus une entre les deux travées). 
|  |  |  |

### La transition avec les maisons voisines
La limite entre la « Maison de la Cave aux Moines » et ses voisines, la « Maison de l'Estrapade » à gauche et la « Maison du Maure » à droite, est marquée par deux culs-de-lampe humoristiques où sont représentés, d'un côté, une dispute entre un bourgeois et un moine, et de l'autre, un moine et un maure consultant un livre.
|  |  |